# 圭亚那总理
圭亞那總理是圭亞那的政府首腦，隨1966年該國從英國獨立而設立。共和國成立後，總理兼任副總統。

## 英属圭亚那首席部长（1953年）
- 切迪·贾根：1953年5月30日－10月9日

## 英属圭亚那总理（1961年－1966年）
- 切迪·贾根：1961年9月5日－1964年12月12日
- 福布斯·伯納姆：1964年12月12日－1966年5月26日

## 圭亚那总理（1966年－）
- 福布斯·伯納姆：1966年5月26日－1980年10月6日
- 普托利米·里德：1980年10月6日－1984年8月16日
- 休·德斯蒙德·霍伊特：1984年8月16日－1985年8月6日
- 汉密尔顿·格林：1985年8月6日－1992年10月9日
- 塞缪尔·海因兹：1992年10月9日－1997年3月17日
- 珍妮特·罗森堡·贾根：1997年3月17日－12月22日
- 塞缪尔·海因兹：1997年12月22日－1999年8月9日
- 巴拉特·贾格迪奥：1999年8月9日－8月11日
- 塞缪尔·海因兹：1999年8月11日－2015年5月20日
- 摩西·納加木圖：2015年5月20日－2020年8月2日
- 马克·菲利普斯（英语：Mark Phillips (Guyana)）：2020年8月2日－